# Mind the Moon
Mind the Moon è il terzo album in studio del gruppo musicale tedesco Milky Chance, pubblicato il 15 novembre 2019.

## Tracce
1. Fado – 4:10
2. Oh Mama – 3:33
3. The Game – 3:33
4. Rush – 3:36
5. Long Run – 3:59
6. Daydreaming – 3:19
7. We Didn't Make It To The Moon – 3:30
8. Eden's House – 3:51
9. Scarlet Paintings – 2:57
10. Right From Here – 4:32
11. Fallen – 3:09
12. Window – 3:31